# Міжнародний день пива
Міжнародний день пива (англ. International Beer Day) — щорічне неофіційне свято, що проходить в першу п'ятницю серпня. Засновником його був власник бару Джесс Авшаломов (англ. Jesse Avshalomov), що вибрав початок серпня у зв'язку з літньою погодою і віддаленістю від інших пивних свят.
Перший день пива відбувся у 2007 році у місті Санта-Круз (Каліфорнія), США. До 2011 він перетворився з містечкового фестивалю на міжнародне свято, що відзначалось у 138 містах 23 країн світу, на 2012 рік свято відзначалося вже у 207 містах 50 країн на 5 континентах.
Свято має на меті 3 речі:
1. Збиратися з друзями та насолоджуватися смаком пива.
2. Вітати тих, хто відповідальний за виготовлення і подачу пива.
3. Об'єднувати світ під прапором пива, святкуючи пивом усіх націй в один день[6].

У день свята його учасники пригощають один одного пивом, а також, у зв'язку із «міжнародністю» дня, пригощаються пивом, звареним за рецептами інших культур. Крім того, невід'ємною частиною цього фестивалю є дегустація нових або рідкісних сортів пива.
До 2013 року Міжнародний день пива святкують, крім США, у Австралії, Австрії, Бельгії, Бразилії, Вірменії, Канаді, Великій Британії, Франції, Греції, Гондурасі, Гонконгу, Угорщини, Індії, Ірландії, Ізраїлі, Польщі, Словаччині та багатьох інших країнах.
З 2007 по 2012 рік дата свята була фіксованою — 5 серпня. Після «Міжнародного Дня пива 2012» засновники провели опитування серед фанатів свята, і вирішили змістити святкування на першу п'ятницю серпня.